# Claude-Marie Gattel
Claude-Marie Gattel, né le 20 avril 1743 à Lyon et mort le 12 juin 1812 est un prêtre, avocat au parlement du Dauphiné, grammairien, lexicographe, français.

## Biographie
Claude-Marie Gattel commence ses études au collège des jésuites de Lyon et les poursuit à l'Université de Paris. Il entre au séminaire de Saint-Sulpice et se voue au professorat. de 1764 à 1766 il est professeur de philosophie au séminaire Saint-Irénée de Lyon. Après un an de conférences de théologie au  séminaire de Saint-Sulpice, il est nommé à Grenoble, comme professeur de philosophie et de mathématiques, au collège Royal-Dauphin. Il se retire lorsque le collège est confié à la congrégation de Saint-Joseph.
Il est alors reçu comme avocat au parlement de Grenoble. La période révolutionnaire est difficile pour lui : il perd ses économies avec la mise en place, suivie de l'échec, de la monnaie fiduciaire créée : les assignats. Comme suspect il est mis en détention durant 18 mois. Puis le directoire de Grenoble le nomme professeur de grammaire à l’École centrale de Grenoble, chaire qu'il occupe jusqu'en 1804. C'est à l'école centrale qu'il a comme élève Henri Beyle, devenu Stendhal, qui écrit «le seul homme parfaitement à sa place dans cette institution était M. L'abbé Gattel, abbé coquet, propret, toujours dans la société des femmes... mais fort sérieux en faisant son cours... il avait fait un fort bon dictionnaire où il avait osé noter la prononciation et dont je me suis toujours servi...».
Le 25 frimaire an XII (17 décembre 1803) le premier consul le nomme proviseur du lycée de Grenoble. Il quitte cette fonction le 1er janvier 1810 avec une pension de retraite. Il est nommé le 25 mai 1812  au Conseil académique de Grenoble mais décède peu après.

## Écrits
Son premier ouvrage  est, en 1783, la traduction en français des Mémoires du marquis de Pombal (4 vol.), écrits en italien.
Parmi ses œuvres on compte aussi :
- Dictionnaire françois-espagnol et espagnol-françois, avec l'interprétation latine de chaque mot, 2 vol. Lyon : Bruyset aîné, 1790, 2e ed. 1803 ;
- Dictionnaire universel de la langue française avec la prononciation, les étymologies, les synonymes, un relevé critique et raisonné des fautes échappées aux écrivains les plus célèbres, 1re édition 1797 ; 8e édition, 2 vol. Paris, Vve Comon, 1854 ;
- Récit des fêtes données à Grenoble, les 12 et 20 octobre 1788, au retour du Parlement. - Recueil de divers discours et compliments adressés au Parlement de Dauphiné à l'occasion de son heureux retour... Ensemble les réponses de cette Cour à tous les discours..., Grenoble, 1788.

Il reprend et complète (éditeur scientifique) la Grammaire françoise et italienne de Giovanni Veneroni